# Dennis Politic
Dennis Dorian Politic (n. 5 martie 2000, Brașov, România) este un fotbalist român, care joacă pe post de mijlocaș la FCSB în SuperLiga României. Pe plan internațional, are prezențe la națională pentru România.
Politic s-a alăturat la vârsta de 12 ani academiei deschisă de clubul englez Manchester United în orașul natal al fotbalistului, Brașov. Apoi s-a mutat la Bolton Wanderers, cu care și-a înregistrat debutul profesional în 2018, după o perioadă de împrumut la Salford City. De asemenea, a avut o perioadă de împrumut la Port Vale înainte de a se transfera la clubul italian US Cremonese în 2022. S-a întors împrumutat la Port Vale pentru sezonul 2022-23. A revenit în România în iulie 2023 și a semnat cu Dinamo București.
În martie 2025, a fost convocat în premieră la echipa națională a României.

## Legături externe
- Dennis Politic la romaniansoccer.ro
- Profilul lui Dennis Politic pe Soccerway